# Зірка в ночі
«Зірка в ночі» — радянський біографічний, драматичний, історичний фільм 1972 року. Прем'єра по телебаченню відбулася 28 травня 1973 (Москва).

## Сюжет
Фільм присвячений Ахмаду Донішу, вченому-просвітителю, видатному таджицькому письменнику і мислителю 19-го століття, посланнику бухарського емірату в Росії, що чимало зробив для зближення російського і таджицького народів і проникнення в Середню Азію передових демократичних ідей.

## У ролях
| Актор                 | Роль                        |
| --------------------- | --------------------------- |
| Махмуджан Вахідов     | Ахмад Доніш                 |
| Абдульхайр Касимов    | Абулькасим                  |
| Ато Мухамеджанов      | емір Музаффар               |
| Владлен Давидов       | Стасов                      |
| Сергій Карнович-Валуа | Горчаков                    |
| Пантелеймон Кримов    | Верещагін                   |
| Григорий Шпігель      | чиновник Стремоухов-старший |
| Галина Вишневська     | Аделіна Патті               |
| Сергей Дворецький     | Казимбек                    |
| Гурміндж Завкібеков   | Кілічбек                    |
| Роберт Петров         | Стремоухов-молодший         |
| Анвар Тураєв          | Савдо                       |
| Яків Гольдштейн       | хан                         |

## Знімальна група
- Режисери: Абдусалом Рахімов, Ігор Усов
- Сценаристи: Валентин Максименко, Расул Хаді-заде
- Оператор: Олександр Дібрівний
- Композитори: Микола Мартинов, Шарофіддін Сайфіддінов
- Художники: Хусейн Бакаєв, Михайло Іванов